# Manuel Arboleda
Manuel Santos Arboleda Sánchez (født 2. august 1979 i Buenaventura) er en tidligere professionel colombiansk fodboldspiller, der spiller i det centrale forsvar. Han har vundet den polske liga to gange (med Zagłębie Lubin i sæson 2006/2007 og Lech Poznań i sæson 2009/2010). Han sluttede karrieren d. 29 marts 2014.

## Karriere
Arboleda som otte årig var begyndt at spille i klubben Millonarios Bogotá. Sin første professionelle kontrakt underskrev han med klubben CD Independiente i 2001. Han spillede der halv andet år indtil han blev købt af klubben Tolima Ibagué.
I år 2004 blev han solgt til holdet Atlético Huila Neiva. Men allerede næste sæson blev han solgt til det peruvianske klub Cienciano Cuzco.
I vinteren 2006 blev han solgt til den Polske klub Zagłębie Lubin hvor han hurtigt blev en af nøglespillerne. Og i den samme sæson vandt holdet den polske liga. Den 18 juni 2008 blev han solgt til klubben Lech Poznan hvor han blev hurtigt en af tilskuernes favorit spillere. I sæson 2008/2009 vandt holdet cuppen "Remes Puchar Polski" og i sommeren 2009 vandt han sammen med Lech den polske liga. Dette var hans andet Liga titel i hans karriere